# Cantón de Mélisey
El cantón de Mélisey es una división administrativa francesa, situada en el departamento de Alto Saona y la región Franco Condado.

## Geografía
Este cantón está organizado alrededor de Mélisey en el distrito de Lure. Su altitud varía de 315 m (Montessaux) a 1215 m (Haut-du-Them-Château-Lambert) con una altitud media de 444 m.

## Composición
El cantón de Mélisey agrupa 13 comunas:
- Belfahy
- Belmont
- Belonchamp
- Écromagny
- Fresse
- Haut-du-Them-Château-Lambert
- La Lanterne-et-les-Armonts
- Mélisey
- Miellin
- Montessaux
- Saint-Barthélemy
- Servance
- Ternuay-Melay-et-Saint-Hilaire

## Demografía
| 6821 | 7549 | 7249 | 6992 | 6509 | 6198 |
| Para los censos de 1962 a 1999 la población legal corresponde a la población sin duplicidades (Fuente: INSEE [Consultar]) |      |      |      |      |      |